# Figments
Figments är ett soloalbum från 2002 av Anton Fig. Ace Frehley medverkar.

## Låtar
1. Home
2. Hand on My Shoulder
3. Inside Out
4. More Than Friends
5. Know Where You Go
6. Utopia
7. 3:4:Folk
8. Jan-Feb-March
9. Tears
10. When the Good Die Young
11. Anyway That You Want Me
12. Heart of Darkness
13. KWYGII.